# Omán vasúti közlekedése
Ománban jelenleg nincs vasúti közlekedés. Az Oman Rail az ománi vasúti közlekedésért felelős vasúttársaság. Tulajdonosa és üzemeltetője az ománi közlekedési minisztérium. A vállalat székhelye Al Qurumban, Maszkatban található.

## Története
A vállalatot 2014 júniusában alapították. Az Oman Rail az ország vasúti hálózatának fejlesztéséért felel. Jelenleg az Oman Rail az Egyesült Arab Emírségek határán fekvő Buraimit kívánja összekötni Soharral, a tervezett Öböl-vasútvonal részeként. Az első szakaszról bejelentették, hogy egy 207 km hosszú, kétvágányú, normál nyomtávú vonal lesz, 32,4 tonnás tengelyterheléssel és olyan rakodási nyomtávval, amely elegendő a kétszintes konténervonatok fogadására. A vonalon kezdetben dízelmozdonyok fognak közlekedni, de a tervek lehetőséget biztosítanak a későbbi villamosításra.
Az ománi vasúti projekt következő szakasza két szakaszban épül meg. Először egy 11 km-es szakasz fogja összekötni a korábbi, Hafeet és Ibri közötti vonalat. Ezt követően 126 km-rel meghosszabbítják Ibritől a megépíteni tervezett új gazdasági övezetig. A jövőbeni tervek között szerepel a hálózat Al Dhahirah-n túlra történő kiterjesztése, a közép-ománi sivatag hatalmas kiterjedésű területeinek átszelése Ghabah-on keresztül Haima-ig, egy déli elágazással Al Duqm-ig (és később Mazyounah-ig a jemeni határon), valamint egy másik elágazással Szalálah-ig. A vasúthálózat végső fázisa egy dél-északi irányú Amal vonalat irányoz elő Al Duqmon keresztül Maszkatba és Soharba.
A személyvonatok 220 km/h sebességgel közlekednek majd a hálózaton, míg a tehervonatok sebessége 120 km/h-ra lesz korlátozva.
Nabil Al Bimani, az Asyad Groups kikötőkért és szabad zónákért felelős csoportvezetője kijelentette, hogy az első ománi vasútvonal egy teherszállító vonal lesz, amely Mangi Al-Shuwaimeh és Al-Duqm között köti össze a fémtermelő mezőket a gyártókkal és az export telephelyekkel.